# Elemento de respuesta a hormonas
Un elemento de respuesta a hormonas o HRE es un elemento de respuesta específico de hormonas, que consiste en una secuencia corta de ADN dispuesta en el promotor de un gen, a la cual puede unirse de forma específica un receptor de hormonas y así regular la transcripción. La secuencia suele constar de un par de repeticiones invertidas separadas por tres nucleótidos, lo que indica que el receptor se une en forma de dímero.
Un gen puede poseer multitud de elementos de respuesta en su región promotora, permitiendo así un afinado control de sus niveles de expresión según diversas condiciones.
Los HRE son utilizados comúnmente en células animales transgénicas como inductores de la expresión génica de los genes en estudio.

## Ejemplos
El elemento de respuesta a glucocorticoides (GRE) presenta la siguiente secuencia consenso: 5'-AGAACAnnnTGTTCT-3'. La letra "n" hace referencia a una posición que no requiere un nucleótido específico para que se produzca la unión.
Esta secuencia GRE es compartida con los mineralcorticoides, la progesterona y los andrógenos, pero no con el estrógeno.